# لاند وورشتن
لاند وورشتن (به آلمانی: Samtgemeinde Land Wursten) یک منطقهٔ مسکونی در آلمان است که در کوکسهاون واقع شده‌است. لاند وورشتن  ۹٬۵۵۱ نفر جمعیت دارد.